# Giovanny Espinoza
Giovanny Patricio Espinoza Pabón (1977. április 12., Charguayaco, Ecuador) ecuadori labdarúgó, aki jelenleg a Birmingham Cityben játszik, hátvédként.

## Pályafutása
Espinoza hatalmas termete és gyorsasága miatt nagy elismerésre tett szert Dél-Amerikában. 2001-ben és 2004-ben is megnyerte az ecuadori bajnokságot az LDU Quitóval. A csapat szurkolói időközben ráragasztották az "Árnyék" becenevet. 2007. január 25-én a holland Vitesse-hez igazolt. Február 10-én, a Heerenveen ellen debütált a bajnokságban. A 2007/08-as idény elején állandó kezdő volt.
2008. január 14-én a Cruzeiróhoz került, ahol megkapta a csapatkapitányi karszalagot. Jó teljesítménye miatt több csapattal is szóba hozták, egyesek biztosra vették, hogy a River Plate-ben folytatja majd a pályafutását, de meg nem nevezett angol klubok is érdeklődtek iránta. Végül az ecuadori Barcelona SC-hez igazolt.

### Birmingham City
Espinozát 2009. június 24-én leigazolta a Premier League-be frissen feljutott Birmingham City.

## Válogatott
Espinoza részt vett a 2002-es és a 2006-os vb-n, valamint a 2001-es, 2004-es és a 2007-es Copa Américán is  1996-ban, egy Peru elleni vb-selejtezőn debütált a nemzeti csapatban. Rajta kívül csak Iván Hurtado játszott több meccsen a válogatottban.

## Külső hivatkozások
- Giovanny Espinoza pályafutásának statisztikái a Soccerbase oldalon (angolul)

- Giovanny Espinoza adatlapja a Birmingham City honlapján
- Giovanny Espinoza adatlapja a National-Football-Teams.com-on